# Peter Hirt
Pour les articles homonymes, voir Hirt.
Pas d'image ? Cliquez ici
Peter Hirt, né le 30 mars 1910 à Lenzburg et mort le 28 juin 1992 à Zurich, est un pilote suisse de course automobile qui disputa cinq Grands Prix de championnat du monde de 1951 à 1953.

## Résultats en championnat du monde de Formule 1
| Saison | Écurie         | Châssis        | Moteur      | Pneus   | Grands Prix disputés | Points inscrits | Classement |
| ------ | -------------- | -------------- | ----------- | ------- | -------------------- | --------------- | ---------- |
| 1951   | Écurie Espadon | Veritas Meteor | Veritas L6  | Pirelli | 1                    | 0               | n.c.       |
| 1952   | Écurie Espadon | Ferrari 212    | Ferrari V12 | Pirelli | 3                    | 0               | n.c.       |
| 1953   | Écurie Espadon | Ferrari 500    | Ferrari L4  | Pirelli | 1                    | 0               | n.c.       |